# Abborrtjärnet (Västra Ämterviks socken, Värmland)
Abborrtjärnet är en sjö i Sunne kommun i Värmland och ingår i Göta älvs huvudavrinningsområde.